# Campionati africani di lotta 1984
I campionati africani di lotta 1984 sono stati la 5ª edizione della manifestazione continentale organizzata dalla FILA. Si sono svolti l'11 maggio 1984 a Alessandria d'Egitto in Egitto. 

## Podi

### Uomini

#### Lotta libera
| Evento   | Oro                              | Argento                    | Bronzo                   |
| 48 kg    | Aouad Abdelmalek Marocco         | Gabalah Kamal Algeria      | Lame Garba Nigeria       |
| 52 kg    | Abdelmonem Faraga Egitto         | Bouhallouche Kecem Marocco | Talla Diaw Senegal       |
| 57 kg    | Ahmed Hessein Egitto             | Houcine Hchaichi Algeria   | Hanine Abdelilah Marocco |
| 62 kg    | Osama Elsnvele Egitto            | Elyas Hchaichi Algeria     | Austine Atsie Nigeria    |
| 68 kg    | Hossam Mossad Saleh Eldin Egitto | Amane Said Algeria         | Souaken Said Marocco     |
| 74 kg    | Selou Alouane Nigeria            | Med Abdelsatar Egitto      | Rachid Halafi Algeria    |
| 82 kg    | M.H. Alachram Egitto             | Kally Agogo Nigeria        | Abdallah Attar Marocco   |
| 90 kg    | Macauley Appah Nigeria           | Zouhair Seghaier Tunisia   | Amadou Katy Diop Senegal |
| 100 kg   | Jabeur Dridi Tunisia             | Rada Eltatawuy Egitto      | Jamal Lebbardi Marocco   |
| + 100 kg | Mamadou Sakho Senegal            | Habib B. Cheikh Tunisia    | Christophe Nigeria       |

#### Lotta greco-romana
| Evento   | Oro                      | Argento                   | Bronzo                     |
| 48 kg    | Aouad Abdelmalek Marocco | Salah Iddine Egitto       | Ali Tlili Tunisia          |
| 52 kg    | Chikhi Bachir Algeria    | Imad Iddine Egitto        | Kacem Bouallouche Marocco  |
| 57 kg    | Ali Lachkar Marocco      | Abdellatif Egitto         | Abdelkader Bahloul Tunisia |
| 62 kg    | Salim Hilmi Egitto       | Ibrahim Lokhsairi Marocco | Abdelkarim Naamani Algeria |
| 68 kg    | Souaken Said Marocco     | Shaban Ibrahim Egitto     | Akli Algeria               |
| 74 kg    | Mohamed Talaba Egitto    | Tahir Abdelaziz Marocco   | Mounji Boucetta Tunisia    |
| 82 kg    | Mohamed El-Ashram Egitto | Badou Fatih Algeria       | Abdallah Attar Marocco     |
| 90 kg    | Kamal Abdou Egitto       | Saba Mbraz Senegal        | Zouhair Seghaier Tunisia   |
| 100 kg   | Jabeur Dridi Tunisia     | Abou Samra Egitto         | Bounama Touré Senegal      |
| + 100 kg | Hassan Haddad Egitto     | Mamadou Sakho Senegal     | Biyen Chikh Tunisia        |

## Medagliere
La nazione ospitante è evidenziata.
| Pos.   | Paese   | Oro | Argento | Bronzo | Totale |
| ------ | ------- | --- | ------- | ------ | ------ |
| 1.     | Egitto  | 10  | 7       | 0      | 17     |
| 2.     | Marocco | 4   | 3       | 6      | 13     |
| 3.     | Tunisia | 2   | 2       | 5      | 9      |
| 4.     | Nigeria | 2   | 1       | 3      | 6      |
| 5.     | Algeria | 1   | 5       | 3      | 9      |
| 6.     | Senegal | 1   | 2       | 3      | 6      |
| Totale | Totale  | 20  | 20      | 20     | 60     |